# Universidade de Música e Performances Artísticas de Viena
A Universidade de Música e Performances Artísticas de Viena (em alemão Universität für Musik und darstellende Kunst Wien) é uma universidade austríaca localizada em Viena, estabelecida em 1819. Com um corpo estudantil de aproximadamente 3.000 pessoas e corpo docente de aproximadamente 850 professores, é a maior instituição do tipo na Áustria e uma das maiores e mais prestigiadas no mundo.

## História
O chamado Conservatório de Viena foi fundado em 1817. Foi fundado seguindo o exemplo do Conservatório de Paris, mas começou realmente, como uma escola de canto. Antonio Salieri foi o primeiro diretor do conservatório. Em 1819, o violinista Joseh Böhm associou-se ao conservatório e a partir de 1827 foram oferecidos cursos de muitos instrumentos orquestrais.
As finanças do conservatório foram muitos instáveis. Propinas foram introduzidas em 1829, mas em 1837 a instituição foi a falência. O estado, eventualmente financiou o conservatório entre 1841 aé 1844 e novamente entre 1846 até 1848. Em 1848, circunstâncias políticas fizeram o estado descontinuar o financiamento, assim, o conservatório não ofereceu mais cursos até 1851. Mesmo com o apoio financeiro do estado, a Sociedade dos Amigos da Música manteve-se no controle da instituição. Entretanto, em 1 de Janeiro de 1909 a escola foi nacionalizada, e foi chamada de Academia Imperial de Música e Artes Cênicas (Akademie für Musik und darstellende Kunst).
Em 1844, quando Gottfried Preyer, professor de harmonia e composição tornou-se diretor, o diretor do conservatório não era um membro do corpo docente, mas um membro da Sociedade dos Amigos da Música. Joseph Hellmesberger, Pai, foi diretor de 1851 até 1893. Quando o conservatório foi nacionalizado em 1909, a escolha da administração foi atribuída ao Presidente do Estado. Após o término da Primeira Guerra Mundial, a Academia do Estado foi novamente reorganizada. O presidente Karl Ritter von Wiener deixou seu cargo e o maestro Ferdinand Löwe foi eleito o diretor pelo corpo discente. Em 1922, Joseph Marx assumiu. 
Após o Anschluss, muitos professores e estudantes foram demitidos por motivos raciais. Em 1941, a academia tornou-se um Reich. No processo de Desnazificação, cinquenta e nove professores foram demitidos, em Novembro de 1945 e dezesseis foram reintegrados.

## Professores Notáveis
- Anton Bruckner
- Robert Fuchs
- Arnold Schoenberg
- Franz Schreker
- Josef Krips